# Jászágó
Jászágó község Jász-Nagykun-Szolnok vármegyében, a Jászberényi járásban.

## Fekvése
A megye északnyugati csücskében fekszik, a Jászság északnyugati részén, Hatvantól délkeletre, az Ágói-patak partján.
Mindössze négy településsel határos közvetlenül: a szomszédi északkelet felől Jászárokszállás, délkelet felől Jászberény, délnyugat felől Pusztamonostor, északnyugat felől pedig Csány.

### Megközelítése
Csak közúton érhető el, a Pusztamonostort Jászárokszállással összekötő 3231-es úton.
A közúti tömegközlekedés szolgáltatója a Volánbusz. Pusztamonostorra naponta 1 busz közlekedik, Jászárokszállásra hétköznap 8, szombaton 5, vasárnap pedig mindössze 3.
Vasútvonal nem érinti, a legközelebbi vasúti csatlakozási lehetőségeket így a MÁV 82-es számú Hatvan–Újszász-vasútvonalának 6 kilométerre lévő Pusztamonostor vasútállomása. vagy a 86-os számú Vámosgyörk–Újszász-vasútvonal Jászárokszállás vasútállomása kínálja; utóbbi mintegy 11 kilométerre esik Jászágótól.

## Története
Jászágó a Jászság egyik legészakibb, a hevesi megyehatáron fekvő kis települése. Lakott területétől délre halad el a szarmaták által 324 és 337 között épített, a Dunát a Tiszával összekötő Csörsz árok nyomvonala. Az ember jelenlétét bizonyító, 5-6 ezer évvel ezelőtti emlékeket is őriz a helytörténeti gyűjtemény. A XIII. században az európai népvándorlás utolsó hullámaként érkező jászok, philiszteusok találtak otthonra községünk területén is. Gazdag kisvárost alkottak, önigazgatásuk, kapitányuk is volt, mint a többi jász helységnek. 1478 április 3-án kelt Mátyás király oklevele, melyben "Ágón lakó philiszteusok részére Zsigmond által 1412-ben kiadott kiváltságlevelét" megerősíti.A falu a 16. század elejére-közepére az egyik legjelentősebb jász szállássá vált. Még a török megszállás kezdeti időszakában (a különböző adóösszeírások alapján) is, egészen a 16. század végéig, megőrizte gazdagságát. A török hódoltság terheit Ágó is szenvedte. A sok szenvedés nem volt elég..a törökök felégették, a térkép ezután pusztaként jelezte helyét. A lakosság zöme Árokszállásra menekült, így történetünk a XVII századtól az Árokszálláséba olvadt. I. Lipót a Hármas kerület részeként Ágó pusztát is eladta a Német Lovagrendnek. Mária Terézia 1745 május 6-án kelt kisdiplomája, majd ennek 1751-es törvénybe iktatása lehetővé tette a jászok önmegváltását. A királyi diplomában Ágó puszta is szerepelt, melyért 8 ezer rh. forintot fizettek. Az első országos népszámláláskor /1780-90/ már volt állandó lakosa Ágónak, 1 polgár, és 1 zsellér család 11 fővel szerepelt az összeírásban. 1828-ban az egri egyházmegye 40 lakost mutatott ki. 1855-ben tagosították az árokszállási határt, állandó helyre kerültek a redemptorok földjei, és kialakult az ágói tanyavilág. 1925-ben 500 lakosa volt, és június 21-én felszentelték a kápolnával egybeépített iskolát. 1944-ben 40 házat számláltak, a korábban telepített szőlő kiöregedett, nem telepítettek újat, kertészeti kultúrával próbálkoztak, magtermelési, öntözési kultúrák terjedtek. A II. világháború itt is szedte áldozatait, nem csak a bevonult katonák között, hanem a lakosság a két átvonuló hadsereg harcaitól is szenvedett.
A tanyavilág nehéz esztendei voltak ezek, a családok megfogyatkoztak, sok volt a törvénytelenség, a termelés jelentette volna az életet, de kevés volt az igavonó állat. Várták a földosztást, de csak 72 kh földet tudtak szétosztani.1950-ben jegyzői kirendeltséget hoztak létre ebben az évben 388 lakóházat és 1554 személyt tartottak nyilván. 1952. január l-én önálló közigazgatású, saját tanáccsal rendelkező Jászágót törvényesített a belügyminiszter.A következő évtizedekben eredmények is születtek, majd 1978-ban szerepnélküli településnek itéltetett Jászágó és Jászárokszállás székhelyközséghez kötötték a sorsát, s az elöljáróság a közigazgatás felelőse. Jászágó község 1990-től újra önálló.

## Közélete

### Polgármesterei
- 1990–1994: Szabó Gyula (független)[3]
- 1994–1998: Szabó Gyula (független)[4]
- 1998–2002: Szabó Gyula (független)[5]
- 2002–2006: Mozsár Lászlóné (független)[6]
- 2006–2010: Mozsár Lászlóné (független)[7]
- 2010–2011: Dr. Szlávik József (független)[8]
- 2011–2014: Mozsár Lászlóné (független)[9]
- 2014–2019: Mozsár Lászlóné (független)[10]
- 2019–2024: Mozsár Lászlóné (független)[11]
- 2024– : Mozsár Lászlóné (független)[1]

A településen 2011. június 19-én időközi polgármester-választást (és képviselő-testületi választást) kellett tartani, az előző képviselő-testület önfeloszlatása miatt. A választás négy polgármesterjelöltje között elindult a hivatalban lévő településvezető is, de csak a második helyet tudta megszerezni, polgármesteri elődje mögött.
A települési önkormányzat címe: 5124 Jászágó, Kókai tér 1., telefonszáma 57/426-020, faxszáma 57/426-170. E-mail címe: jaszago@vnet.hu, a község hivatalos honlapja: http://www.jaszago.hu.

## Népesség
A település népességének változása:
| Lakosok száma | 716  | 718  | 686  | 706  | 717  | 698  | 686  |
|               | 2013 | 2014 | 2018 | 2021 | 2022 | 2023 | 2024 |

2001-ben a település lakosságának 99%-a magyar, 1%-a egyéb (cigány és német) nemzetiségűnek vallotta magát.
A 2011-es népszámlálás során a lakosok 80,6%-a magyarnak, 0,4% németnek, 0,3% románnak mondta magát (19,4% nem nyilatkozott; a kettős identitások miatt a végösszeg nagyobb lehet 100%-nál).
2022-ben a lakosság 88%-a vallotta magát magyarnak, 1% cigánynak, 1% románnak, 0,7% lengyelnek, 0,4% németnek, 0,1-0,1% ruszinnak és ukránnak, 2,2% egyéb, nem hazai nemzetiségűnek (12% nem nyilatkozott; a kettős identitások miatt a végösszeg nagyobb lehet 100%-nál).

### Neve
A település nevének eredetére többféle magyarázat is van:
- 1. az alán / oszét Agu-szaron törzs nevéből származik;
- 2. az Ágoston név rövidítéséből keletkezett;
- 3. mitológiai vonatkozású: a mondabeli Ágó királyról kapta a nevét (ő ásatta ki Csörsz vezérrel és népével a Csörsz-árkot).

## Vallás
A 2001-es népszámlálás adatai alapján a település lakosainak többsége, kb. 82%-a római katolikus vallású. Református kb. 4%, míg nem tartozik egyházhoz vagy felekezethez, illetve nem válaszolt kb. 14%.
2011-ben a vallási megoszlás a következő volt: római katolikus 62,7%, református 3%, felekezeten kívüli 6,2% (27,3% nem nyilatkozott).
2022-ben vallásuk szerint 42,7% volt római katolikus, 2,5% református, 0,3% görög katolikus, 0,3% evangélikus, 0,4% egyéb keresztény, 0,6% egyéb katolikus, 12,3% felekezeten kívüli (40,6% nem válaszolt).
- Római katolikus egyház: Az Egri Főegyházmegye (Egri Érsekség) Jász-Kun Főesperességének Jászberényi Esperesi Kerületéhez tartozik. Nem rendelkezik önálló plébániával, a jászárokszállási plébániához tartozik, mint filia. A római katolikus templom titulusa: Jézus Szíve.
- Református egyház: A Dunamelléki Református Egyházkerület (püspökség) Délpesti Református Egyházmegyéjéhez (esperesség) tartozik. Nem önálló egyházközség. Jászágó református vallású lakosai a Jászberényi Református Anyaegyházközséghez tartoznak, mint szórvány.
- Evangélikus egyház: Az Északi Evangélikus Egyházkerület (püspökség) Dél-Pest Megyei Egyházmegyéjének (esperesség) Szolnoki Evangélikus Egyházközségéhez tartozik, mint szórvány.

## Látnivalók
- Római katolikus templom: 1989-ben épült.
- Viharoszlató harang: 1879-ben készült. Az egykori szőlőtermesztés emlékét őrzi.
- Helytörténeti Gyűjtemény.
- Iskolatörténeti Gyűjtemény.
- Római katolikus iskolakápolna.
- Millenniumi kopjafa: 2000-ben állították fel.
- Világháborús emlékmű.
- Lagzi-kereszt.
- Csikós-kereszt.
- Farkas-kereszt.
- Ördög-kereszt.

## Sport
A Jászágói Sportegyesület 1989-ig a Jászárokszállási Kossuth Mezőgazdasági Tsz. keretein belül működött, és csak ezután alakult önálló egyesületté.

## Külső hivatkozások
- Jászágó hivatalos honlapja
- Jászágó térképe Archiválva 2008. december 15-i dátummal a Wayback Machine-ben